# 山陽電気鉄道2700系電車
山陽電気鉄道2700系電車（さんようでんきてつどう2700けいでんしゃ）は、過去に山陽電気鉄道に在籍した特急形・通勤形電車である。
1957年に車庫の火災で焼失した700形の台車および電装品を活用して2000系の車体と組み合わせて製造された2扉クロスシート車（1次車）と、その後1964年から1968年にかけて700形の更新により製造された3扉ロングシート車（2次車以降）の2種類が川崎車輌で製造された。

## 製造の経緯
山陽電鉄は、1951年に発生した西代車庫の火災で、新造間もない820形826 - 827編成をはじめ少なからぬ車両を焼失した。
中でも712 - 713の2両は新造後まだ4年しか経っていなかったが、車体の焼損程度がひどく、復旧されることなく廃車解体された。この際回収された台車および電装品は一旦は826 - 827に装着して使用されたが、1957年に当時の最新鋭車両である2000系クロスシート車グループと同等の車体に取り付けられることとなり、「2000系の車体+700形の足回り」を持った車両として2700形と命名され、2700 (Mc) - 2701 (Tc) の1編成2両が竣工した（1次車）。
その後、1968年に予定された神戸高速鉄道開業と、それに伴う阪急電鉄（阪急）神戸線および阪神電気鉄道（阪神）本線との相互乗入れ開始を前にして乗入れ対応車両の仕様が決定され、山陽においては2000系に準じた19 m級車のみが阪急電車・阪神電車への乗入れに使用可能となり、かつ阪神電車乗入れ時に後発のジェットカーによる普通に追いつかれることなく大石駅まで走り切ることが可能な走行性能が求められた。山陽電鉄ではこれに対応できる本格的な乗入れ対応車両として3000系を設計し、1964年より製造を開始したが、3000系は当初アルミ合金製車体を採用していたため製作コストが非常に高価であり、神戸高速鉄道開業までにこの系列だけで所要車両数を揃えるのは困難であった。
このような状況下で、同じく1964年から700形の本系列への更新工事が再開された。700形の車体は戦時設計で簡素化された部分が多かった上、新造から18年を経て劣化も進み、地下線乗入れ車両の構造様式にも適合しないためであったが、主電動機MT40は定格出力では3000系のMB-3020Sを上回る性能を有しており、車体を更新することで相互乗入れ対応車として整備することができた。これにより、神戸高速鉄道が開業する1968年までに、2000系3扉車グループと同じ車体に700形の電装品の一部を流用した車両として、2両編成×4本と増結用電動車2両の合計10両が竣工した（2次車以降）。

## 概要

### 1次車
1957年に2700 (Mc) - 2701 (Tc) が登場した。同年に登場した2000系クロスシート車グループ（2000系2次車・3次車）の車体に700形の足回りを装備した形となる。車両番号の付番も700形と同様に偶数が電動車、奇数が制御車となっていた。車体は2000系クロスシート車グループと同じ幅800 mmの狭窓を配置した窓配置d2D9D3・前面非貫通3枚窓で、内装は2000系クロスシート車グループと同様、客用扉間にはシートピッチ910 mmの転換クロスシートが並び、主電動機点検蓋が干渉する車端部はロングシートであった。
主要機器は旧712 - 713から再用されたが、原車は焼損車であり一部の機器は新製された。台車はDT13の標準軌版であるDT13S、主電動機はMT40で、制御器については新製の電動カム軸式制御器CS10が搭載され、界磁接触器CS9が付属した。
1959年から1962年にかけて、2701の台車を川崎車輛製OK-20試作軸梁式空気ばね台車へ交換し、同台車の長期実用試験が行われた。

### 2次車以降
1964年から更新が開始され、2000系3扉ロングシート車グループ（2000系5次車以降）と同じ車体に700系の足回りを持つ更新車として登場した。このグループに該当するのは2702・2704・2706・2708 (Mc) - 2703・2705・2707・2709 (Tc) の2両編成×4本と増結用の2712・2714 (Mc) の計10両である。そのうち制御車2709は、2700系全編成を3連化する際に方転・電装され、2700系では例外的に奇数車番の電動車となった。車体は2000系3扉ロングシート車グループと同じ窓配置のd1D4D4D1・前面3枚窓で貫通扉を持つ全金属製車体となった。
主要機器は更新前の700形から再用され、台車がDT13S、主電動機がMT40であり、制御器についても更新前と同じく電空カム軸式制御器CS5・界磁接触器CS9をひき続き搭載した。
このころになると沿線の播磨灘沿岸に多くの工場が建設（播磨臨海工業地帯）されるなど、ラッシュ時の輸送が激化の一途をたどったことから、同時期に製造された2000系3扉ロングシート車グループに合わせた通勤車として製造された。ただ、製造コスト抑制のためアルミやステンレスといった軽合金を使わずに、前年の1963年に2000系の最終増備車として竣工した2507, 2508同様、普通鋼製車とされた。

## 製造後

### 1960年代
2700系は19 m車で3両編成が組成でき、その走行性能も高性能車に見劣りしないことから、2000系やその後登場した3000系とともに、神戸高速鉄道開業後は阪急・阪神への乗入れ車に充当された。他の山陽電鉄の吊掛駆動車も、神戸高速鉄道開業後も継続使用するものについては地下線乗入れ対策が施されていたが、阪急電車・阪神電車への乗入れが可能な吊掛駆動車は2700系のみであった。
2700 - 2701の転換クロスシートは、ラッシュ時の混雑に対応するために1964年にロングシート化されたが、改造後も廃車まで2扉のまま運行された。また、前面非貫通だった両車も、乗り入れ運用に備えて地下線走行車両にかかる運輸省通達への適合の必要から1967年に前面貫通化改造工事を施工された。神戸高速鉄道線が開通する1968年には、増結車2712・2714の増備と2709の方転・電装が行われ、直通対応編成として3連4本に組成された 。この他にも他形式と同様に、ATS設置に伴う車上子の搭載や運転台の改造、列車無線の設置、あるいは前面貫通扉部分への行先表示器および種別表示器の設置改造といった小改造を順次実施した。

### 1970年代以降
2700系は1960年代の山陽電鉄の輸送力増強に寄与したが、1970年代に入ると3000系･3050系の増備により性能面･保守面でも陳腐化が目立ってきた。当時の山陽電鉄は2700系のほかに250,270,300,700,820,850形といった吊掛駆動車が多数在籍し、新性能車とこれら旧型車が混在する状況では運用を分離する必要もあり、効率化が課題となった。また、本形式については神戸高速鉄道線を介した阪神・阪急線への乗入れに対応してはいたものの、他社の乗入れ車がすべてカルダン駆動の新性能車となっているのに対し、本形式は吊掛駆動車特有の騒音を発することから、接客上も新性能車への早期置き換えが必要となっていた。
これに対して、山陽電鉄では1973年の第一次石油ショックの影響で沿線工場の操業時間が短縮したことなどから乗客が減少し、車両数の抑制、車両保守の効率化等の対策を迫られた。その一環として、車齢のまだ新しい2700系の走行機器を3000系と同等のものに更新し、新性能化することで保守費の削減・新性能車編成の増備を図ることが計画された。これにより、1976年から翌1977年にかけて本系列3扉車の編成の中から3両編成×2本を選定し、機器更新によりカルダン駆動化した2300系が竣工した。
2300系への改造は3050系の製造が再開された1977年で終了し、2扉の1次車2両を含む初期車3両編成2本（2702-2700-2701および2708-2709-2703）は改造されなかった。これらは1980年代まで残存したが、80年代半ばに入ると吊掛駆動で非冷房の2700系は陳腐化が著しくなったことから、すでに廃車が始まっていた300形・270形に続いて置き換えの対象となった。残った2本のうち2702-2700-2701は1985年に3050系最終増備車の登場によって廃車され、残った2708-2709-2703も、1986年の5000系の大量新製によって、残存していた270形や300形と共に一斉淘汰された。一部の廃車体は人工魚礁として海に沈められた。